# (528) Rezia
(528) Rezia ist ein Asteroid des Hauptgürtels, der am 20. März 1904 vom deutschen Astronomen Max Wolf in Heidelberg entdeckt wurde.
Der Asteroid wurde nach einer Figur aus Carl Maria von Webers Oper Oberon benannt.